# Drenova (Bośnia i Hercegowina)
Drenova (cyr. Дренова) – wieś w Bośni i Hercegowinie, w Republice Serbskiej, w gminie Prnjavor. W 2013 roku liczyła 446 mieszkańców.